# Mar Lard
Mar Lard (parfois écrit Mar lard, Mar_Lard ou MarLard), née en 1991, est une gameuse, blogueuse et féministe militante, travaillant dans le développement de jeux vidéo. Elle acquiert la notoriété en dénonçant le sexisme et le machisme dans les univers geek et jeu vidéo en France. Elle travaille pour plusieurs jeux vidéo dont Horizon Forbiden West.

## Biographie
Mar Lard est née en 1991. Elle travaille pour Ubisoft, puis pour Guerrilla Games aux Pays-Bas au sein duquel elle est conversation designer sur Horizon Forbiden West.

## Prises de position
Mar Lard publie en 2012 une série d'articles concernant la représentation des genres dans les jeux vidéo sur le blog Genre !. Elle acquiert la notoriété lorsqu'elle publie deux articles sur le sexisme dans le milieu du jeu vidéo, intitulés « Joystick : apologie du viol et culture du machisme » et « Sexisme chez les geeks : Pourquoi notre communauté est malade, et comment y remédier. ». Elle met en avant quatre aspects : la vision des femmes comme objet, leur exclusion notamment dans le monde professionnel des jeux vidéo, le déni de cette réalité en France et l'entre-soi du milieu. En abordant en pionnière ces questions en France,,, ses articles suscitent le débat, et déclenchent une polémique dans le milieu du jeu vidéo, puis en dehors. Ses analyses sont reprises et commentées par un certain nombre de média,,,,,,,,,. Ses textes lui ont valu d'être menacée de mort et de viol, et harcelée pendant plus d'un an. Ces retours violents permettent une prise de conscience en France de la problématique.
Elle intervient ensuite de manière régulière sur la place des femmes dans les jeux vidéo et pour en analyser l'évolution.